# پسالای
پسالای (به لاتین: Pesalai) یک منطقهٔ مسکونی در سری‌لانکا است که در ناحیه منار واقع شده‌است.